# Bula Bula
Bula Bula — шестьдесят первый студийный альбом итальянской певицы Мины, выпущенный в 2005 году на лейбле PDU.

## Список композиций
| №                   | Название                 | Автор(ы)                                            | Длительность |
| ------------------- | ------------------------ | --------------------------------------------------- | ------------ |
| 1.                  | «Vai e vai e vai»        | Николо Фраджиле                                     | 4:15         |
| 2.                  | «Portati via»            | Стефано Борджа                                      | 3:54         |
| 3.                  | «Fragile»                | Дженнаро Парлато, Леонардо Аббате, Тициано Борги    | 3:40         |
| 4.                  | «Se»                     | Алекс Бритти                                        | 4:31         |
| 5.                  | «Fra mille anni»         | Даньель Вулетич, Альфредо Рапетти                   | 4:26         |
| 6.                  | «La fin des vacances»    | Анри Сальвадор, Борис Виан                          | 4:20         |
| 7.                  | «Sei o non sei»          | Валентино Альфано, Пьеро Кассано, Массимилиано Пани | 3:46         |
| 8.                  | «20 parole»              | Роберто Роверси, Альберто Равасини                  | 3:08         |
| 9.                  | «Bell’animalone»         | Марцо Сандро Бьянколино, Марко Федриго              | 4:08         |
| 10.                 | «Dove sarai»             | Антонио Элиа, Николо Фраджиле                       | 4:34         |
| 11.                 | «Quella briciola di più» | Мария Энрика Адольфи                                | 5:14         |
| 12.                 | «La fretta nel vestito»  | Тулио Пиццорно                                      | 7:11         |
| Общая длительность: | Общая длительность:      | Общая длительность:                                 | 53:11        |

## Чарты

### Еженедельные чарты
| Чарт (2005)                     | Пиковая позиция |
| ------------------------------- | --------------- |
| Италия (Classifica album)       | 1               |
| Швейцария (Schweizer Hitparade) | 95              |

### Годовые чарты
| Чарт (2005)   | Позиция |
| ------------- | ------- |
| Италия (FIMI) | 24      |

## Сертификации и продажи
| Регион                 | Сертификация | Продажи |
| ---------------------- | ------------ | ------- |
| Италия · sales in 2005 | —            | 130,000 |